# Station Nowa Ruda Słupiec
Station Nowa Ruda Słupiec is een spoorwegstation voor goederen in de Poolse plaats Nowa Ruda.